# Brooke Burns
Brooke Elizabeth Burns (Dallas, 16 marzo 1978) è un'attrice, modella e conduttrice televisiva statunitense.

## Biografia
Dal 1998 al 2001, è stata nel cast di Baywatch, nel ruolo di Jessie Owens. Nel 2009 è apparsa nei primi dodici episodi di Melrose Place nel ruolo di Vanessa, la moglie del Dr. Michael Mancini.
Nel 2001 ha una parte nel film Amore a prima svista.

## Filmografia parziale

### Cinema
- Amore a prima svista (Shallow Hal), regia di Bobby Farrelly (2001)
- Titanic II, regia di Shane Van Dyke (2010)
- Un nuovo look per Pete (Fixing Pete), regia di Michael Grossman (2011)

### Televisione
- Un salto nel blu (Out of the Blue) - serie TV (1995)
- Baywatch - serie TV, 46 episodi (1998-2001)
- North Shore - serie TV (2004-2005)
- Inserzione pericolosa 2 (Single White Female 2: The Psycho), regia di Keith Samples (2005)
- Pepper Dennis - serie TV, 13 episodi (2006)
- Un ospite a sorpresa (The Most Wonderful Time of the Year), regia di Michael Scott - film TV (2008)
- C.S.I. Miami – serie TV, episodio 7x21 (2009)
- La clinica dei misteri (Borderline Murder), regia di Andrew C. Erin – film TV (2011)
- Damigella in incognito - film TV (2012)
- La vendetta di una sorella (A Sister's Revenge), regia di Curtis Crawford - film TV (2013)
- Gourmet Detective - serie TV (2015-in corso)
- Connessione d'amore (Christmas Connection), regia di Steven R. Monroe (2017)
- Penn & Teller: Fool Us - serie TV (2023)

## Doppiatrici italiane
- Benedetta Ponticelli in La vendetta di una sorella
- Giò Giò Rapattoni in Baywatch
- Domitilla D'Amico in Pepper Dennis
- Laura Romano in Melrose Place (2009)
- Ilaria Latini in Un nuovo look per Pete
- Barbara De Bortoli in North Shore (2004-2005)
- Alessandra Cassioli in CSI: Miami